# Cristalândia
Cristalândia est une municipalité brésilienne située dans l'État du Tocantins.